# Debby Everaert
Debby Everaert (19 augustus 1981) is een Belgisch voormalig topkorfbalster.

## Spelerscarrière
Everaert was actief bij Riviera. Als speelster van deze club werd ze tweemaal (2004 en 2005) verkozen tot 'korfbalster van het jaar'.
In dienst van Riviere won Everaerts nationale prijzen op het veld (waaronder de Beker van België) en in de zaal.

## Belgisch Nationale Team
Daarnaast maakte ze deel uit van het Belgisch korfbalteam waarmee ze onder meer zilver behaalde op de Wereldspelen van 2001 en 2005, alsook op het wereldkampioenschap van 2003.

## Erelijst
- Belgisch kampioen zaalkorfbal, 2x (2005, 2006)
- Belgisch kampioen veldkorfbal, 1x (2005)
- Beker van België, 3x (2005, 2006, 2007)
- Beste Korfbalster van het Jaar, 2x (2004, 2005)